# يو إف سي 96
يو إف سي 96: جاكسون ضد جاردين (بالإنجليزية: UFC 96: Jackson vs. Jardine)‏ هو حدث لفنون القتال المختلطة نظمته يو إف سي، أُقيم في 7 مارس 2009، على نيشن وايد أرينا في كولومبوس، أوهايو، الولايات المتحدة.